# Водоснабдяване на Филипопол
Водоснабдяването на Филипопол е система от инженерни съоръжения от Римската епоха, доставяща вода в град Филипопол, днес Пловдив в България.

## Система от акведукти
Водата за водоснабдителната мрежа на града се получава от три каптажа на склоновете на Родопите – два в местността „Марата“ край днешното село Марково и един в местността „Кайнаците“ край днешния град Куклен. Каптажите при Марково са добре проучени. Единият от тях представлява подземен резервоар с размери 13 м × 7 м, частично разрушен при изграждането на съвременен каптаж. Вторият каптаж е изграден като сложна система от тунели – централна галерия и странични клонове. Той не е напълно изследван, но дължината само на един от страничните клонове е 76 m. 
От каптажите при Марково и Куклен започва един тръбопровод от глинени тръби и два надземни акведукта, които се събират около днешния квартал Коматево и продължават към града успоредно един на друг, като разстоянието между акведуктите е 30-40 м. Филипополските акведукти са единствените подобни съоръжения, открити в България. Участък от западния акведукт, който е значително по-масивен, е частично реставриран в разделителната ивица на бул. „Коматевско шосе“ при Коматевския пътен възел. Предполага се, че трите водопровода са се събирали на западните склонове на Джендемтепе в разпределителен резервоар (кастелум), който изглежда е унищожен при изграждането на съвременния тунел. 
Водоснабдителната мрежа в самия град е разположена под улиците, като тръбопроводи има под всички улици с направление север-юг, но само под някои в направление изток-запад. Уличните тръбопроводи са изградени с глинени тръби, а отклоненията към отделни къщи и чешми – с оловни. Водопроводите водят до множество обществени чешми и фонтани – макар такива да не са открити на място, в града са известни множество скулптурни фрагменти от подобни съоръжения. Водопроводната мрежа обхваща главно равнинната част на града, докато на хълмовете се разчита на отделни кладенци и резервоари за дъждовна вода. 
Капацитетът на античните водопроводи на Филипопол се оценява на около 43 хиляди куб.м/ден. За сравнение съвременната консумация на вода в Пловдив е около 170 хиляди куб.м/ден при неколкократно по-голямо население. 
- Реставриран участък от акведукта при Коматевския пътен възел
- Водохранилище на Небет тепе
- Пилоните на акведукта при античния стадион на Филипопол

## Западен акведукт
Западният акведукт е бил с дължина около 6 км. Неговите основи са с различни размери и са фундирани върху набити в земята дървени колони – пилоти. За основа на неговите стълбове (пилони) е изграден непрекъснат зид с ширина 4,4 м. Във височина е използван характерният за римляните начин на зидане – редове каменни квадри са последвани от редове тухли. Тази техника на градеж се нарича opus mixtum, или смесена зидария. Предполага се, че руините на основите на акведукта до античния стадион на Филипопол са част от западния акведукт.